# Digitalidad

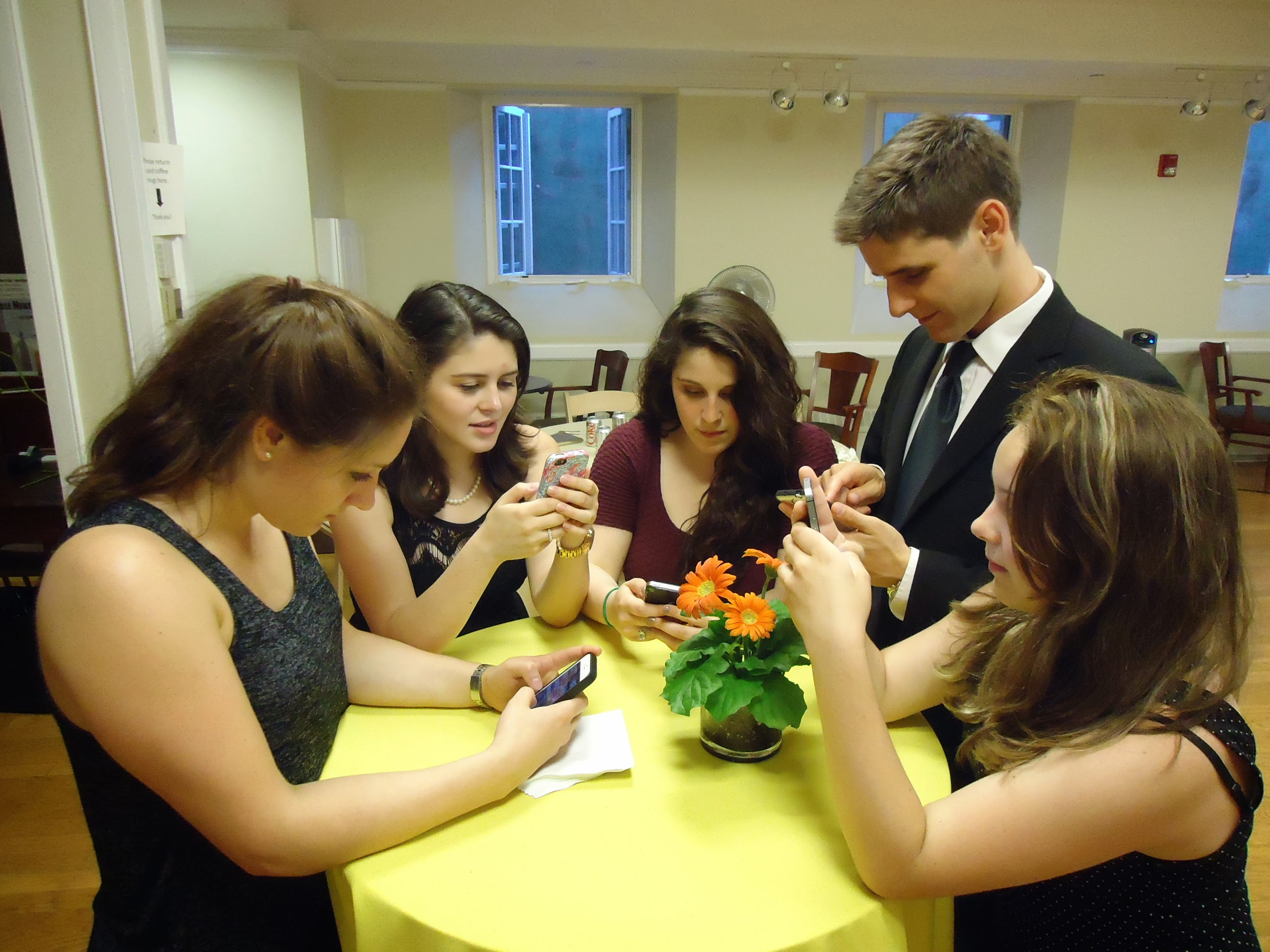
Uso creciente de teléfonos inteligentes, especialmente por personas jóvenes.

La digitalidad (también conocida como digitalismo) suele significar la condición de vivir en una cultura digital, derivada del libro "Ser digital" de Nicholas Negroponte en analogía con modernidad y posmodernidad.

## Visión general
Los aspectos de la digitalidad incluyen contacto continuo con otras personas mediante dispositivos móviles, acceso instantáneo a información a través de la World Wide Web, almacenamiento de información de tercera ola (donde cualquier fragmento de texto puede ser buscado y usado para su categorización, mediante motores de búsqueda como Google), y la comunicación mediante blogs o el correo electrónico.
Algunos de los aspectos negativos de la digitalidad incluyen los virus informáticos y el spam.
Con el rápido crecimiento de la tecnología, niños cada vez más jóvenes están aprendiendo a comunicarse a través del cibermundo en vez de mediante conversaciones cara a cara. Se están volviendo más digitalmente cultos y están creando una nueva cultura en la que se comunican de manera más eficiente en línea que en persona.

## Desarrollo
En la época de los 90, publicaciones sobre los efectos de la interactividad con la información empezaron a redactarse y publicarse, centradas particularmente en la inmediación y ubicuidad de las comunicaciones digitales, y la interactividad y naturaleza participatoria de los medios de comunicación digitales. Mientras que en la tradición del Posmodernismo se presume que los medios tienen un rol decisivo en la formación de la personalidad, cultura y el orden social, ésta difiere fundamentalmente de la Teoría crítica en que la audiencia tiene la capacidad de hacer más que crear textos idiolectos, como crear textos nuevos que refuerzan el comportamiento de otros participantes. Esto permitió a los individuos expresarse a través de la interactividad de los medios digitales.
Se han escrito muchos trabajos resumiendo el miedo a la digitalidad. En la década de los 90, la materialización de la digitalidad llevó a muchos artistas a visualizar y temer un futuro donde lo analógico se extinguiría completamente. Veían la digitalización como un borrado del pasado.
A pesar de que los ordenadores fueron creados para completar cálculos de gran escala, finalmente se han convertido en máquinas capaces de recuperar e interpretar información a gran velocidad. El primer ordenador personal fue introducido por Ed Roberts en 1975 y esto desencadenó la aparición de otros "ordenadores personales". Mientras la tecnología avanzaba, cada vez más ordenadores inteligentes salían a la luz con mayor poder de procesamiento y una amplia gama de utilidades. Esta nueva era de la tecnología llevó a la invención de la World Wide Web por Tim Berners-Lee en 1990, lo que revolucionó el mundo moderno. Con la introducción de la World Wide Web, se hizo más común el acceso a un almacén en línea de datos con un tesoro de información. Esta información ahora es fácilmente accesible a través de un teléfono inteligente, el cual puede conectar a varias personas estén donde estén en cualquier momento.

## En elsigloXXI
La tecnología digital juega un papel importante en la vida del siglo XXI. En los Estados Unidos, casi dos tercios de la población tienen teléfonos inteligentes. A través de los servicios de redes sociales y los foros en línea, las personas pueden comunicarse con otros usuarios, sin importar las regiones geográficas o las restricciones horarias. El aumento de este tipo de interacciones explica en parte el incremento significativo en el uso de dispositivos móviles por parte de la juventud; la tecnología móvil se usa principalmente para la comunicación. El digitalismo también está reemplazando muchas formas de ayuda física, como las enciclopedias impresas o los diccionarios, con cada vez más gente apoyándose en la tecnología para cubrir distintas necesidades. En su libro, Nicholas Negroponte explica cómo nuestras necesidades serán digitalizadas en un futuro. Por ejemplo, una gran proporción de los medios de comunicación de masas (inlcluyendo los periódicos y las revistas) están siendo digitalizados, y un gran porcentaje de las transacciones financieras de Estados Unidos se están llevando a cabo sin el intercambio físico de dinero (por ej. en línea).
La computación está siendo frecuentemente discutida en debates sobre la digitalidad. Los teóricos modernos están centrándose más en nuestra relación con los ordenadores que en los propios ordenadores como un elemento importante de la digitalidad.

## Las redes sociales
Las redes sociales son herramientas generadas mediante ordenadores que permiten a los usuarios expresar sus pensamientos, ideas, o intereses a través de comunidades digitales o redes. Las redes sociales son plataformas en línea para las interacciones humanas con alcance local y global diseñadas para la ciculación de información. Estas plataformas respaldan las interacciones sociales y dan lugar a interacciones complejas entre la comunicación, las prácticas sociales, y la infraestructura tecnológica. Esto hace que todo esté conectado en tiempo real, y con estas conexiones, las personas, la información, los datos y los eventos son difundidos global e instantáneamente. Esto permite a plataformas como Twitter ser un medio donde interseccionan las interacciones sociales y los medios de comunicación. Las redes sociales son medios de comunicación que, como la televisión y los anuncios, tienen un gran potencial de oportunidades de negocio y marketing en las que las compañías pueden generar promociones customizadas dirigidas a audiencias específicas.

## Educación
La digitalidad en la época de los 2000 ha tenido un gran impacto en el mundo de la educación. Internet crea una abundancia de información fácilmente accesible y unos recursos globalmente diversos. La digitalización de libros de texto y otros textos reduce la demanda de versiones impresas. La gran mayoría de los libros traen ahora una versión digital que permite un acceso fácil desde cualquier parte. Esto se aplica a libros de texto escolares, textos religiosos, libros, y otros textos que normalmente tendrían que buscarse en su forma física. El digitalismo también ha hecho que se introduzca a los niños a un conocimiento electrónico a edades muy tempranas, resultando en la implementación de sistemas electrónicos en las escuelas (por ejemplo, el aprendizaje electrónico, el aprendizaje mediante el móvil, y el aprendizaje semipresencial). Tanto estudiantes como académicos han adoptado redes sociales como Facebook, Twitter, YouTube, y plataformas de blogs para expandir los horizontes de la enseñanza.

## Comunicación intercultural
La comunicación intercultural es una parte importante de la globalización. En el pasado, la comunicación intercultural era complicada debido a la distancia que separaba a las distintas culturas. Sin embargo, con la tecnología de hoy en día y la digitalidad, se está volviendo cada vez más posible interactuar con y aprender sobre otras culturas en un ambiente que permite a las personas hablar abiertamente. Este tipo de interacción permite a la gente comparar y reflexionar sobre su cultura y otras diferentes. Internet crea plataformas y forums en los que gente de distintos entornos puede desarrollar habilidades de comunicación intercultural y conseguir un conocimiento multicultural abundante. Con la digitalidad de textos religiosos y encuentros culturales, es cada vez más factible sumergirse en una cultura o religión sin la necesidad de viajar al país de origen.